# Christine Delaroche
Christine Delaroche, all'anagrafe Christine Palle (Parigi, 24 maggio 1944), è un'attrice francese.

## Biografia
Christine Delaroche debuttò all'età di 17 anni, proseguendo simultaneamente i propri studi alla Sorbona, dove seguì un corso di arte drammatica tenuto da Tania Balachova. Nel 1963, venne ammessa al conservatorio. Al cinema, debuttò col ruolo della giovane brunetta, innocente e impulsiva, Colette Ménardier nello sceneggiato televisivo Belfagor o Il fantasma del Louvre nel 1965, sotto la direzione di Claude Barma. Nel 1967 recita in Les Arnaud con Bourvil e Adamo. 
Successivamente proseguì la propria carriera nella televisione e nel cinema, continuando comunque a calcare le scene con commedie musicali trasmesse anche alla TV francese. A questo, alternerà la propria carriera di cantante tra gli anni sessanta e settanta, sposandosi in quest'epoca con l'autore-compositore e interprete Guy Bontempelli, dal quale si separò successivamente.

## Filmografia

### Cinema
- Un mondo nuovo (Un monde nouveau), regia di Vittorio De Sica (1966)
- L'affare Goshenko (L'Espion), regia di Raoul Lévy (1966)
- Les Arnaud, regia di Léo Joannon (1967)
- Comédie d'amour, regia di Jean-Pierre Rawson (1989)
- Omicidio in Paradiso (Un crime au paradis), regia di Jean Becker (2001)

### Televisione
- La Misère et la gloire, regia di Henri Spade – film TV (1965)
- Le 3ème témoin, regia di Georges Folgoas – film TV (1965)
- Belfagor o Il fantasma del Louvre (Belphégor ou Le fantôme du Louvre), regia di Claude Barma – miniserie TV, 4 puntate (1965)
- Si Perrault m'était conté, regia di Jean Bacqué – miniserie TV, 1 puntata (1966)

- Les Parisiennes de Kiraz, regia di Jean-Marie Coldefy – film TV (1969)
- Le Songe d'une nuit d'été, regia di Jean-Christophe Averty – film TV (1969)
- Gli infallibili tre (The New Avengers) – serie TV, episodi 2x08-2x09 (1977)
- Microbidon, regia di André Halimi – film TV (1983)
- Les Amours romantiques – serie TV, 1 episodio (1983)
- La Vie des autres – serie TV, 2 episodi (1981-1984)
- Billet doux, regia di Michel Berny – miniserie TV, 6 puntate (1984)
- Quand épousez-vous ma femme?, regia di Daniel Colas – film TV (1992)
- Placé en garde à vue – serie TV, episodio 1x16 (1994)
- Décibel, regia di Philippe Ducrest – film TV (1994)
- Bella è la vita (Plus belle la vie) – serial TV, 15 episodi (2007)
- Capitaine Marleau – serie TV, episodio 4x04 (2021)

## Teatro
- 1969: Il mondo è quello che è, di Alberto Moravia, messa in scena di Pierre Franck, Théâtre de l'Œuvre
- 1971: La Souricière, di Agatha Christie, messa in scena di Jean-Paul Cisife, Théâtre Hébertot
- 1988: Napoléon, spettacolo musicale di Serge Lama
- 1991: Décibel, di Julien Vartet, messa in scena di Gérard Savoisien, Théâtre Edouard VII
- 1993: Durant avec un T, di Julien Vartet, messa in scena di Daniel Colas, Théâtre Edouard VII
- 2001: Quelle famille!, di Francis Joffo, messa in scena di Francis Joffo, Théâtre du Palais-Royal

## Discografia
- 1966: La Fille du soleil
- 1967: 
  - Les Tigres et les minets
  - Mon Grand amour
  - Je les aime comme ça
- 1970: Toc, toc c'est moi/Les Trois petites sœurs
- 1971: L'Étrangère
- 1978: Au Féminin
- 1995: J'aime (album), OJM / Musidisc 172632

## Giochi televisivi condotti
- Le Francophonissime
- Les Jeux de 20 heures
- L'Académie des neuf